# 欧洲工商管理学院
歐洲工商管理學院（法語：Institut Européen d'Administration des Affaires，縮寫：INSEAD），是一所非營利性私立大學，在歐洲（法國楓丹白露）、亞洲（新加坡）、中東（阿聯酋阿布扎比）和北美（美國舊金山）設有辦事處。

## 歷史
歐洲工商管理學院於1957年創立，第一個MBA課程在1959年於楓丹白露開始招生。
- 1968年，歐洲工商管理學院開始提供高管教育課程。
- 1989年，歐洲工商管理學院設立博士課程。
- 2000年，歐洲工商管理學院新加坡校區開始招生。
- 2003年，歐洲工商管理學院設立EMBA課程。
- 2006年，歐洲工商管理學院於以色列凱撒利亞開設研究中心。
- 2007年，歐洲工商管理學院阿布達比校區開始招生。
- 2012年，歐洲工商管理學院設立金融碩士課程。

## 聯盟与合作伙伴
- 歐洲工商管理學院是屬於索邦大學（Sorbonne Universités）高等教育集團（PRES）的成員之一[6]。

- INSEAD與美國賓州大學沃顿商學院組成战略聯盟[7]。

- INSEAD與中國清華大學的經管學院共同開設TIEMBA課程[8]。

## 项目排名
|                                             | 2016 | 2017 | 2018 | 2019 | 2020 | 2021 | 2022 | 2023 | 2024 |
| ------------------------------------------- | ---- | ---- | ---- | ---- | ---- | ---- | ---- | ---- | ---- |
| 全球MBA排名                                 | 第1  | 第1  | 第2  | 第3  | 第4  | 第1  | 第3  | 第2  | 第2  |
| 清华-INSEAD高层管理人员工商管理硕士(TIEMBA) | 第2  | 第3  | 第3  | 第9  | 第5  | 第11 | 第3  |      |      |
| INSEAD全球高层管理人员工商管理硕士(GEMBA)   | 第4  | 第8  | 第13 | 第19 | 第9  | 第15 | 第17 |      |      |
| 欧洲商学院                                  | 第3  | 第5  | 第3  | 第5  | 第3  | 第3  | 第15 |      |      |